# Tedeschi di Finlandia

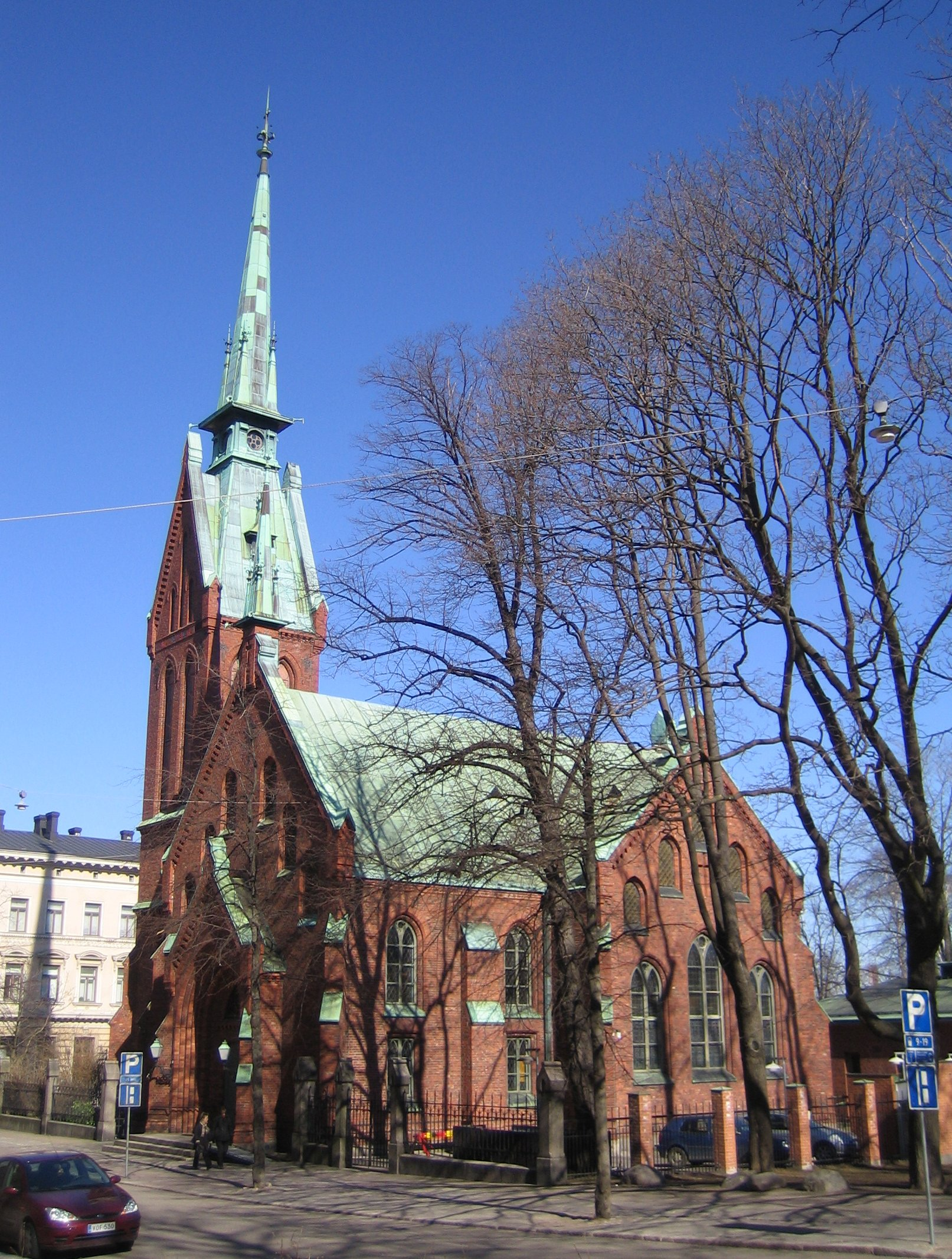
Deutsche Kirche in Helsinki

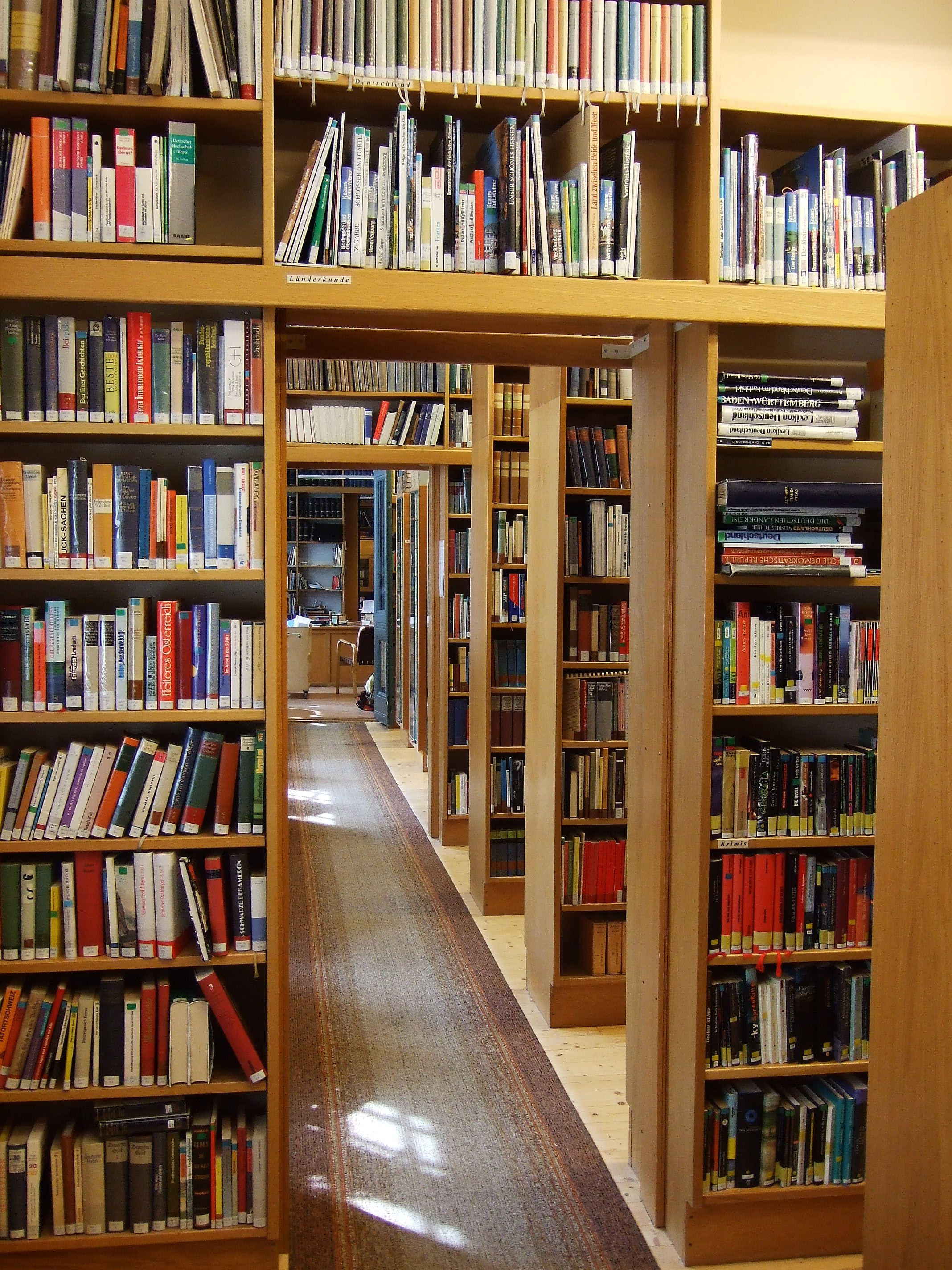
la biblioteca tedesca di Helsinki

I tedeschi di Finlandia storicamente formarono una minoranza linguistica nel paese. Una colonia più grande tedesca esisteva già prima della Seconda Guerra Mondiale nella città di Vyborg. Nella capitale finlandese di Helsinki esiste ancora oggi una comunità parrocchiale tedesca, una scuola tedesca e una biblioteca tedesca.

## Vyborg
I primi tedeschi provenivano dalla Russia e dai Paesi Baltici (soprattutto dall'Estonia) e la maggior parte di loro si insediò nella odierna città russa di Vyborg (allora Viborg). I tedeschi affermarono la loro presenza in Finlandia dal periodo della Lega anseatica fino al XIX secolo. La comunità parrocchiale tedesca di Vyborg venne fondata nel 1636. Nel 1812 vivevano 362 tedeschi (1/8 degli abitanti) a Vyborg, un numero che in seguito non venne mai più raggiunto. La lingua tedesca già nel 1727 divenne lingua ufficiale nella città e quindi un terreno fertile per la cultura tedesca. Anche al ginnasio la lingua tedesca fu quella ufficiale fino al 1841.
Complessivamente nel XVIII e XIX secolo a Vyborg si parlavano 4 lingue, cosa questa che plasmò favorevolmente lo sviluppo culturale della città.

## Helsinki
Nel 1947 la Finlandia nella pace di Parigi, dovette cedere la città di Vyborg all'Unione Sovietica ed il 31 dicembre 1950 la comunità parrocchiale tedesca esistente venne sciolta ufficialmente. Fino al 1953, 200 dei suoi 277 membri si iscrisse nella comunità di Helsinki che era stata fondata nel 1858. Dal 1881 a Helsinki esiste anche una scuola ed una biblioteca tedesca.

## La Finlandia in generale
Dopo la 1ª guerra mondiale la comunità tedesca vide un improvviso aumento dei suoi membri (ad Helsinki per esempio  nel 1913 erano 1.334 e nel 1923 erano 2.414) in seguito alla fuga di molti tedeschi dalla zona di San Pietroburgo a causa della rivoluzione d'ottobre.
Durante il periodo nazista circa 950 adulti si dichiararono tedeschi. Dopo lo scoppio della guerra tra la Finlandia e la Germania, nell'autunno del 1944 circa 500 cittadini tedeschi furono internati e nel 1945 espulsi in Germania.